# Eco (mitologia)
Nella mitologia greca, Eco (in greco antico: Ἠχώ?, Ēchṓ) è una delle Oreadi, le ninfe delle montagne.

## Mitologia
Secondo Ovidio, Giove notando l'attitudine di Eco per il pettegolezzo, la spinse ad intrattenere sua moglie Giunone in modo da distrarla dai propri amori furtivi.
Giunone però si accorse dell'inganno, e la punì togliendole l'uso della parola e condannandola a dover ripetere solo le ultime parole che le venivano rivolte o che udiva.
La ninfa si innamorò perdutamente di Narciso, ma non potendogli confessare il suo amore, riuscì solo ad innervosirlo ripetendo le ultime parole che pronunciava facendogli pensare che fosse uno scherzo e che lo stesse prendendo in giro. Narciso, stanco della ragazza se ne andò lasciandola sola.
La ninfa si mise a piangere fino a prosciugarsi e di lei non rimase che la voce che riecheggia ancora oggi per le montagne. Nemesi, per vendicarla, portò Narciso davanti a delle sorgenti d'acqua dove rimase incantato dal suo aspetto e, rimanendo impressionato dalla sua immagine riflessa, senza mangiare e bere, morì. Per ordine di Zeus e degli dèi nacque uno splendido fiore dalla bianca corolla.
Un altro mito racconta invece del suo amore per il dio Pan, dal quale ebbe le figlie Iunce e Iambe.